# Moses Abramovitz
Moses Abramovitz, född 1 januari 1912 i Brooklyn, New York, död 1 december 2000 i Stanford, Kalifornien, var en amerikansk nationalekonom, som var professor vid Stanford University 1948-1977. Han var starkt påverkad av Wesley C. Mitchells och Simon Kuznets tankar och har gjort uppmärksammade studier av konjunkturcykler och den långsiktiga ekonomiska tillväxten.

## Biografi
Abramovitz föddes och växte upp i en judisk familj Brooklyn och tog sin kandidatexamen i nationalekonomi vid Harvard University. Han studerade vid Harvard med avsikten att bli advokat och studerade straffrätt och ekonomi. Men han blev mer intresserad av ekonomi eftersom han kunde tillämpa den på den värld han levde i. Under studietiden gifte han sig 1937 med Carrie Glasser, en Brooklynfödd målare och skulptris.
Abramovitz disputerade vid Columbia University 1939. År 1985 utnämndes han som hedersdoktor vid Samhällsvetenskapliga fakulteten vid Uppsala universitet. År 1992 inbjöds han till Rom för att bli medlem i den prestigefyllda Accademia Nazionale Dei Lincei. Han tog en andra doktorsexamen vid Universitetet i Ancona 1992. 
Abramovitz avled på Stanford Hospital i Kalifornien den 1 december 2000, vid 88 års ålder, efter att ha drabbats av en magtarminfektion. 

## Karriär och vetenskapligt arbete
Abramovitz började sin karriär som föreläsare vid Harvard i mitten av 1930-talet. Efter att ha tagit sin doktorsexamen vid Columbia började han arbeta i National Bureau of Economic Research i New York, där han inledde sin undersökning av lagerinvesteringscykler. Under andra världskriget tjänstgjorde han i War Production Board och i Office of Strategic Services som ansvarig för bevakningen av den europeiska industrin och handelssektionen. Åren 1945 och 1946 var han ekonomisk rådgivare till USA:s representant i Allied Reparations Commission. Han var också en av grundarna av Institutionen för ekonomi vid Stanford University, som han började i hösten 1948. Han undervisade där i nästan 30 år. Från 1962 till 1963 var han rådgivare åt generalsekreteraren för Organisationen för ekonomiskt samarbete och utveckling (OECD) i Paris. Han var sedan organisationens ordförande från 1963 till 1965 och från 1971 till 1974. Under sin karriär genomförde Abramovitz många banbrytande studier av makroekonomi och långsiktig tillväxt. Hans artikel från 1986, "Catching Up, Forging Ahead and Falling Behind" är den näst mest citerade av alla artiklar publicerade av Journal of Economic History.